# Marienkirche (Lübeck)
De Marienkirche (Mariakerk) in Lübeck is een grote kerk van kathedraalachtige proporties. De bouw begon rond 1250 en werd in 1351 afgesloten met de voltooiing van de twee westtorens, die een dubbeltorenfront vormen.

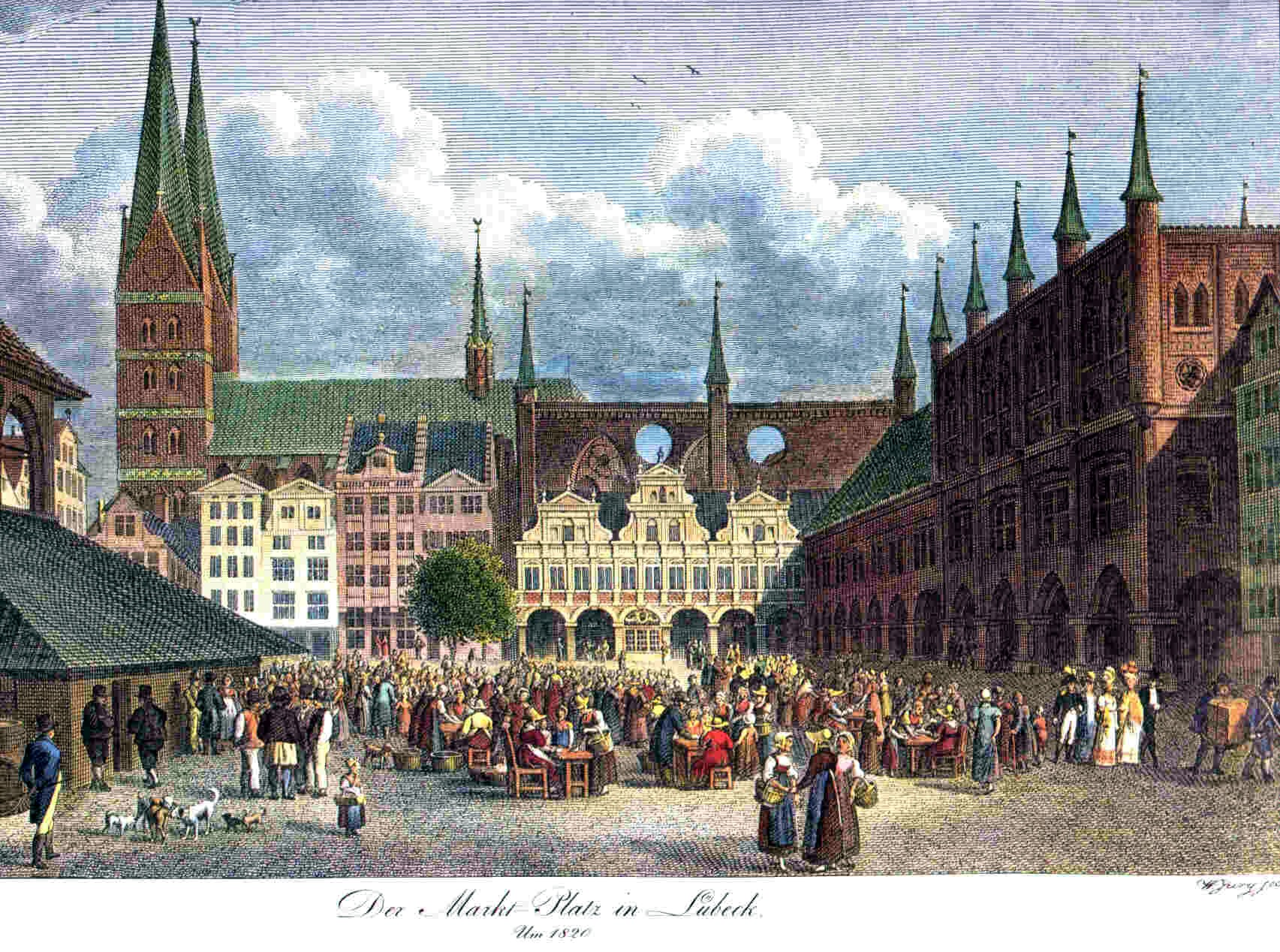
Kerk en de markt in 1820

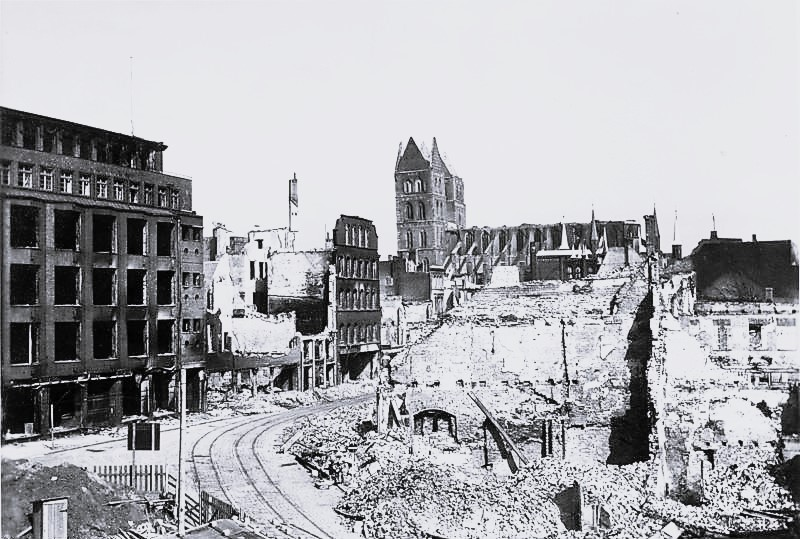
Zwaar beschadigde kerk in 1942

De Marienkirche is gebouwd op initiatief van de burgerij van Lübeck, die in strijd gewikkeld was met de bisschop van het bisdom Lübeck. Zij moest de dom van Lübeck in grootte en rijkdom overtreffen en diende als symbool van de rijkdom en macht van de kooplieden van Lübeck, de belangrijkste hanzestad. De kerk is de op twee na grootste van Duitsland. De torens zijn de hoogste bewaard gebleven torens in Europa van voor 1400 en zijn uitgevoerd met een achtkantige spits tussen vier topgevels.
De Marienkirche wordt beschouwd als het belangrijkste kerkelijke bouwwerk in de zogenaamde baksteengotiek van Noord-Duitsland. In opzet werd het voorbeeld van de grote gotische kathedralen van Frankrijk gevolgd, maar de architectuur is sterk regionaal bepaald. De Marienkirche oefende een enorme invloed uit op de architectuur van kerken in de gebieden langs de Oostzeekust.
In de Tweede Wereldoorlog werd de kerk zwaar beschadigd. Het herstel duurde van 1947 tot 1959.
De kerk heeft een rijke orgeltraditie. Een van de organisten was Dietrich Buxtehude.

## Afmetingen
- Totale lengte: 103 m
- Lengte van het schip: 70 m
- Hoogte van de gewelven: 38,5 m
- Hoogte van de torens: 125 m
- Oppervlakte: 3300 m²

## Galerij

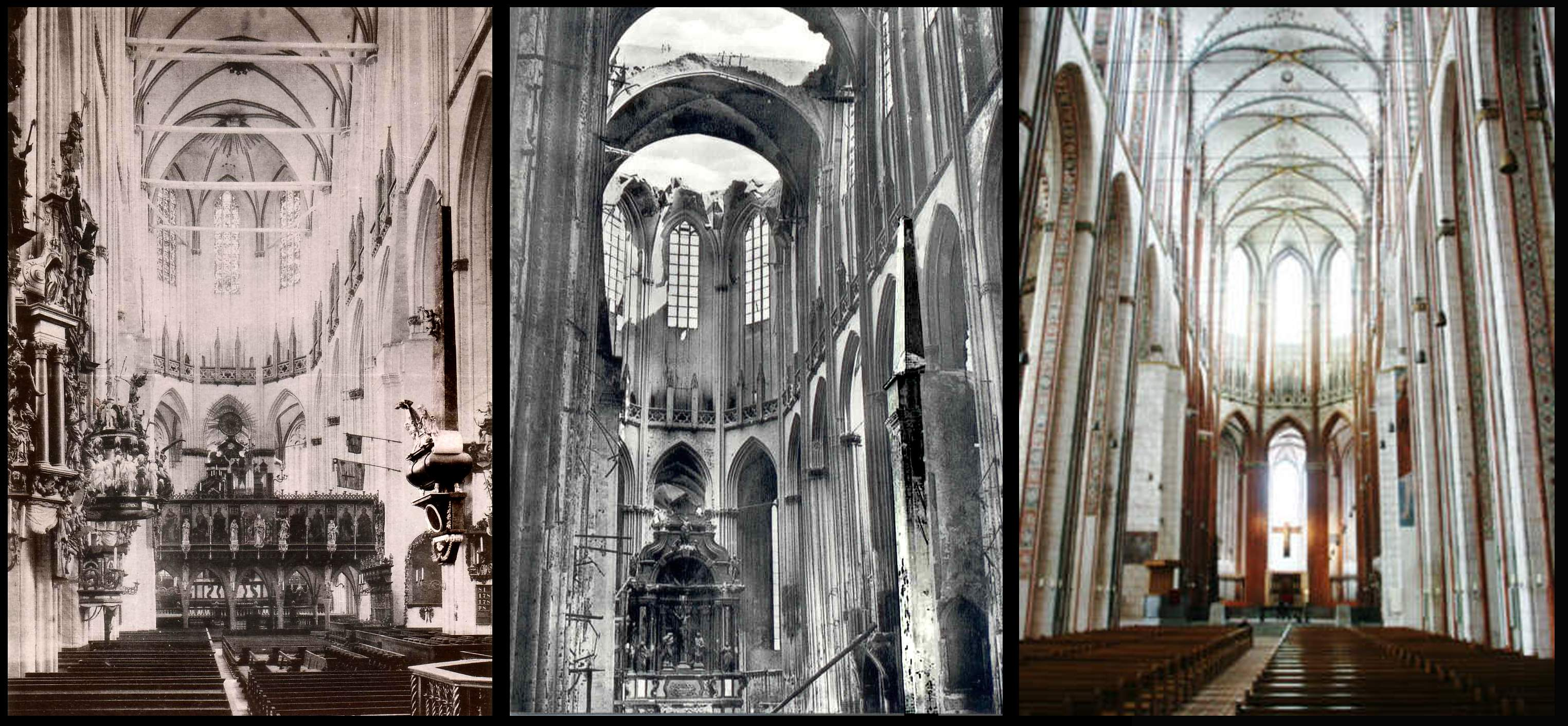
Interieur voor 1942, na de bombardementen en na de restauratie
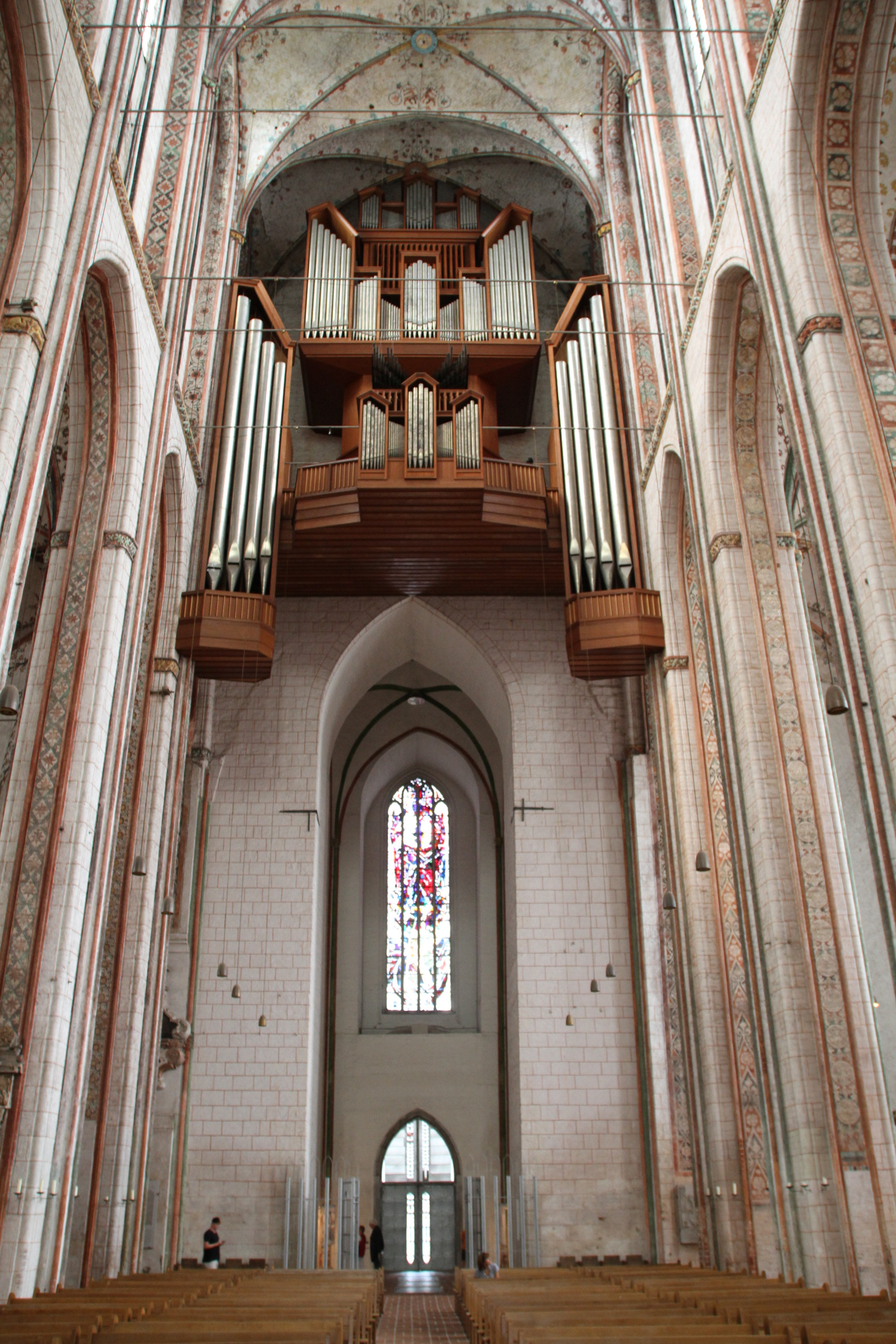
Huidige orgel
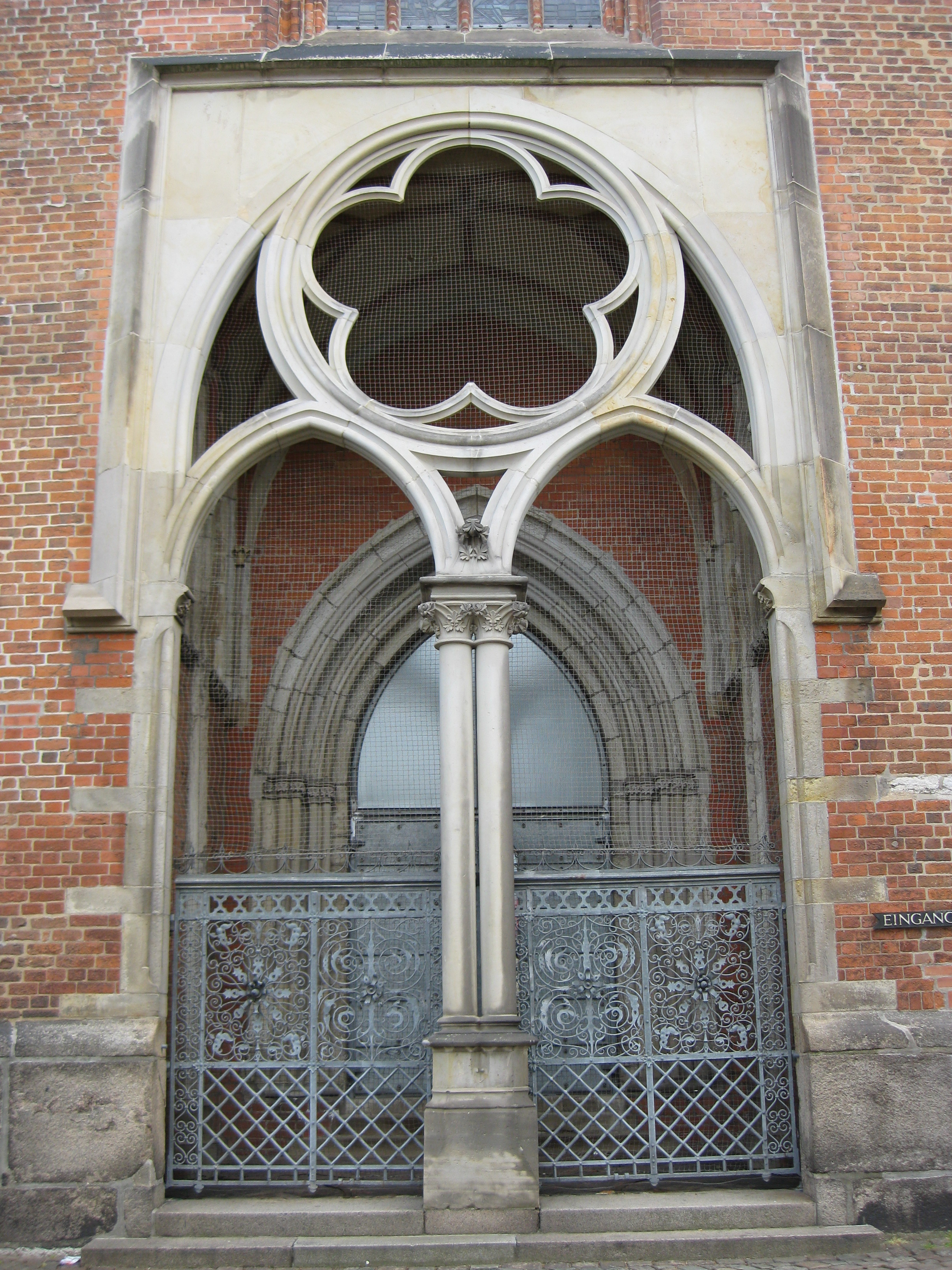
Westportaal met tracering van zandsteen
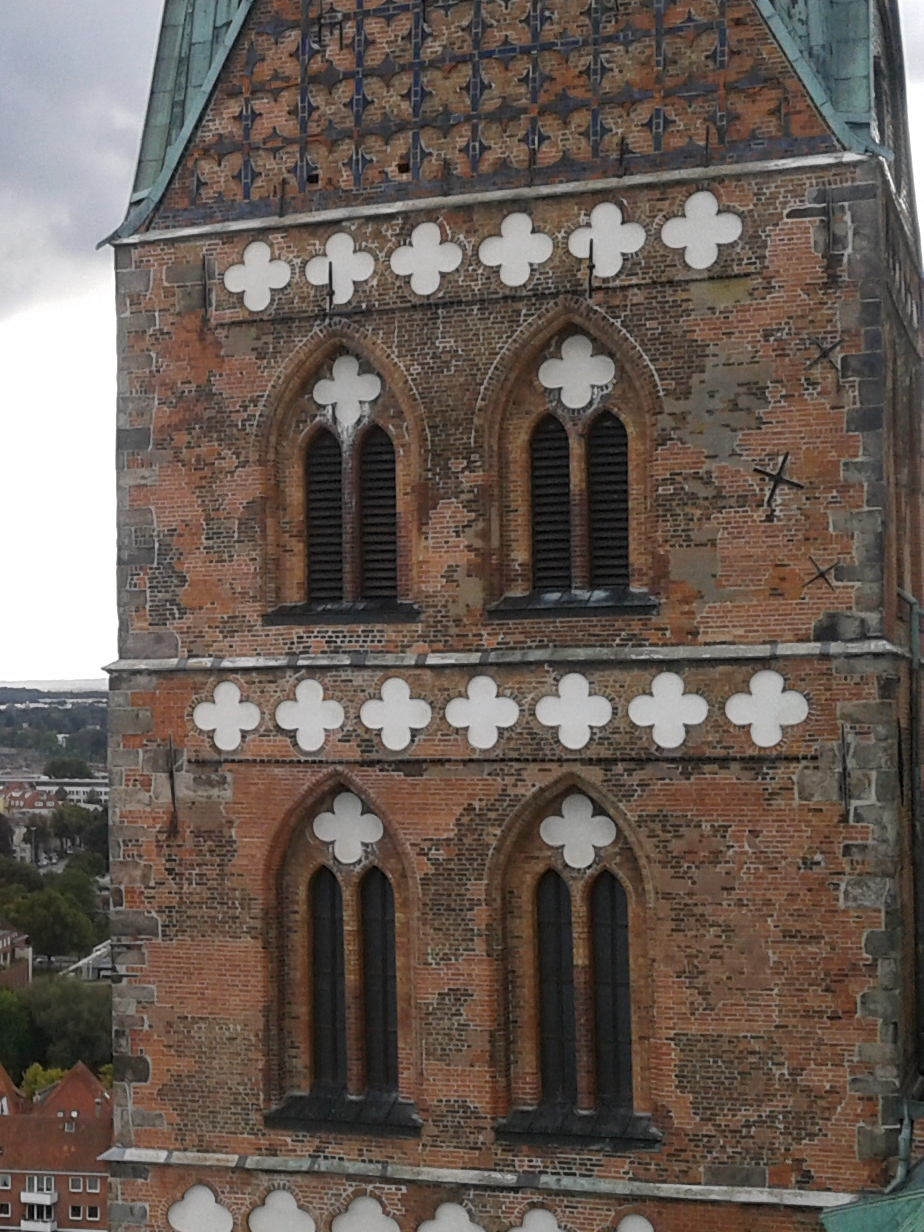
Zuid-toren (als de noord-toren): baksteen, pleister, granit en kalksteen